# Peter Sallis
Peter Sallis (ur. 1 lutego 1921 w Twickenham, zm. 5 czerwca 2017 w Londynie) – angielski aktor, znany głównie ze swoich ról telewizyjnych i dubbingowych. W Wielkiej Brytanii jest pamiętany przede wszystkim jako jedyny aktor, który wystąpił we wszystkich 295 odcinkach produkowanego przez 37 lat serialu Babie lato, najdłużej emitowanego sitcomu w historii. Ponadto jest znany w całym świecie anglojęzycznym jako głos Wallace’a w oryginalnej wersji językowej filmów animowanych z cyklu Wallace i Gromit.

## Życiorys
Jako bardzo młody człowiek, jeszcze w okresie międzywojennym, pracował w banku. Po wybuchu II wojny światowej wstąpił do Royal Air Force (RAF), jednak nie przeszedł rygorystycznych testów medycznych dla przyszłych pilotów i został przydzielony do obsługi naziemnej, gdzie zajmował się konserwacją sprzętu radiowego, a później prowadził także szkolenia w tej dziedzinie dla rekrutów z bazy RAF w okolicach Sleaford. Równocześnie udzielał się w teatrach amatorskich, co spodobało mu się do tego stopnia, że zaraz po wojnie podjął studia w Royal Academy of Dramatic Art w Londynie, najbardziej znanej brytyjskiej szkole teatralnej.
W latach 50. i 60. zdobywał coraz bardziej znaczącą pozycję na londyńskich scenach teatralnych, grając u boku takich gigantów brytyjskiego teatru jak Laurence Olivier, John Gielgud, Ralph Richardson, Orson Welles czy Judi Dench. Od końca lat 50. pojawiał się także coraz częściej w filmach i telewizji, choć były to w większości role mało znaczące. Jego pierwszą dużą i zarazem najważniejszą w całej karierze rolą na małym ekranie była postać Normana Clegga, jednego z emerytów będących głównymi bohaterami Babiego lata. Clegg okazał się jedyną postacią, która pozostała w serialu przez całe 37 lat jego emisji. Pierwszy odcinek z Sallisem w tej roli został wyemitowany w 1973 roku, gdy aktor miał niespełna 52 lata, zaś po raz ostatni zagrał Clegga w roku 2010, w wieku 89 lat. W latach 1988–89 występował także w prequelu tego serialu, pod tytułem First of the Summer Wine, gdzie grał ojca własnego bohatera.
Drugim gatunkiem – poza komedią – w którym Sallis zdobył dużą renomę były produkcje dla dzieci, gdzie występował zarówno w rolach fabularnych, jak i głosowych. W latach 1976–78 grał ducha w serialu The Ghosts of Motley Hall, zaś w od 1984 do 1987 użyczał głosu Szczurowi w znanym również w Polsce (choć z innym dubbingiem) serialu O czym szumią wierzby. W 1989 po raz pierwszy podłożył swój głos pod postać Wallace’a z cyklu Wallace i Gromit. Występował w tej roli we wszystkich odsłonach serii aż do 2010 roku. Po przejściu Sallisa na emeryturę, głosem Wallace’a został Ben Whitehead.

## Odznaczenia
W 2007 roku Sallis został udekorowany Orderem Imperium Brytyjskiego klasy Oficer (OBE) za swoje zasługi dla sztuki dramatycznej.

## Życie prywatne
Od 1957 roku Sallis pozostawał w związku małżeńskim z Elaine Usher. Mieli jednego syna o imieniu Timothy. W związku ze swoim bardzo zaawansowanym wiekiem cierpiał na różne schorzenia, wśród których najbardziej medialnie nagłośnione zostało zwyrodnienie plamki żółtej. Sallis angażował się aktywnie w prace organizacji zrzeszającej cierpiących na tę chorobę Brytyjczyków i nieodpłatnie użyczał swojego wizerunku i głosu do różnych akcji społecznych prowadzonych przez tę instytucję.